# William Calley

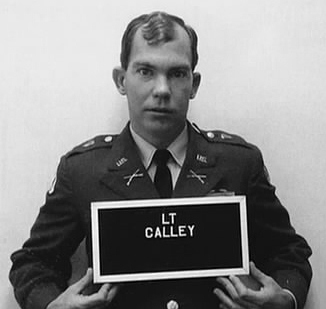
William Calley (1969)

William Laws Calley, Jr. (* 8. Juni 1943 in Miami, Florida; † 28. April 2024 in Gainesville, Florida) war ein US-amerikanischer Offizier und Kriegsverbrecher der United States Army. Er war der Einzige, der vor Gericht für das Massaker von Mỹ Lai, ein Kriegsverbrechen während des Vietnamkriegs, zur Verantwortung gezogen wurde.

## Leben

### Frühe Jahre und beruflicher Werdegang
William Laws Calley wurde am 8. Juni 1943 als einziger Sohn und als zweites von vier Kindern in Miami, Florida geboren. Sein Vater William Laws Calley Sr., ein Baumaschinenverkäufer, hatte im Zweiten Weltkrieg in der US-Navy gedient.
Eine seiner Schwestern beschrieb ihn später als einen aktiven Jungen, „früh auf und immer gut gelaunt“. Calley absolvierte zunächst die Miami Edison High School und besuchte dann ab 1963 das Palm Beach Junior College. 1964 brach er das Studium ab und arbeitete daraufhin in unterschiedlichen Berufen.
Am 26. Juli 1966 meldete sich Calley in einem Aufnahmezentrum in Albuquerque für den Eintritt in die Army. Im selben Jahr starb seine Mutter. Calley absolvierte zunächst seine Grundausbildung in Fort Benning (heute Fort Moore), Georgia, sowie eine personalisierte Ausbildung in Fort Lewis, Washington. Er wurde in die Offizieranwärterschule aufgenommen und begann Mitte März 1967 eine Offizierausbildung. Nach seinem Abschluss am 5. September 1967 wurde er zum Leutnant der Infanterie ernannt.

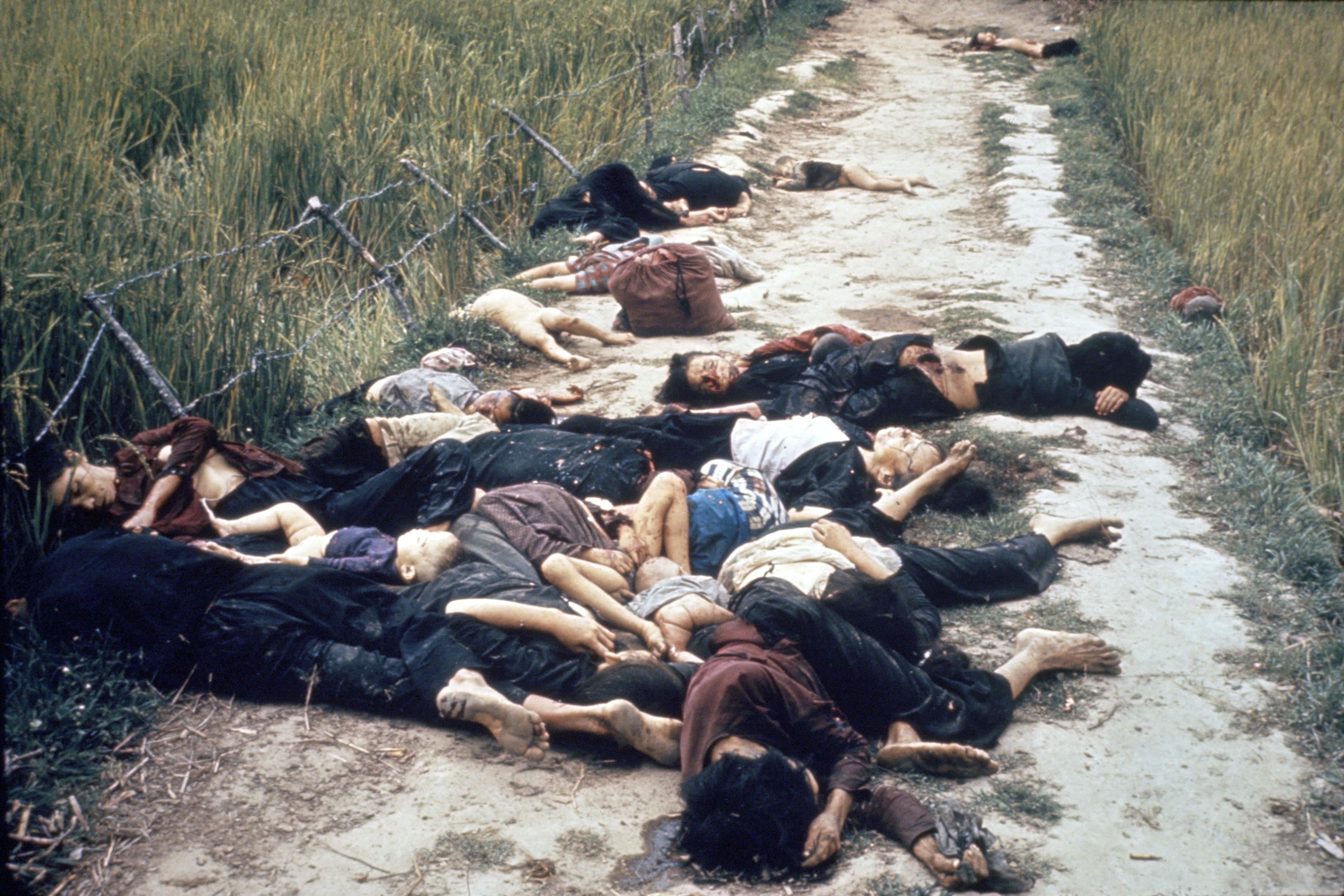
Beim Massaker von Mỹ Lai ermordete vietnamesische Zivilisten (16. März 1968)

### Verbrechen
Am 16. März 1968 nahm eine Gruppe von Soldaten, u. a. aus dem 1. Platoon der C-Kompanie der Task Force Barker unter dem Kommando von Leutnant Calley, die Ortschaft Mỹ Lai und andere umliegende Dörfer der Gegend in der südvietnamesischen Provinz Quảng Ngãi ein und tötete dabei zwischen 347 und 504 Zivilisten. Die amerikanische Presse berichtete am 16. November 1969 erstmals über das „Massaker von Mỹ Lai“.

### Gerichtsverhandlung
Die Kriegsgerichtsverhandlungen gegen William Calley waren für den 17. November 1969 in Fort Benning angesetzt, begannen aufgrund mehrfacher Verschiebungen jedoch erst am 16. November 1970.
Am 29. März 1971 wurde Calley, der angab, Befehle seines Vorgesetzten Ernest Medina befolgt zu haben, und auf Befehlsnotstand beharrte, der vorsätzlichen Tötung von 22 Zivilisten schuldig gesprochen und am 31. März 1971 zu einer lebenslangen Haftstrafe verurteilt. Niemand anderer seiner Einheit wurde wegen ähnlicher Taten in Mỹ Lai verurteilt. Schon am darauffolgenden Tag, dem 1. April 1971, verfügte Präsident Richard Nixon seine Haftentlassung. Calley bekam so lediglich Hausarrest. Am 20. August 1971 wurde seine nominelle Strafe durch die Army auf 20 Jahre verkürzt, danach vom Heeresstaatssekretär der Vereinigten Staaten Howard H. Callaway nochmals halbiert. 1974 wurde Calley durch Callaway endgültig begnadigt.

### Zuspruch und Ablehnung
Die Verurteilung Calleys führte zu Empörung in den USA. In einigen Bundesstaaten – so Indiana, Utah, Mississippi – wurden die Flaggen aus Solidarität mit dem Angeklagten auf halbmast gesetzt und die Gouverneure riefen zu Sympathiekundgebungen für Calley auf. Der Gouverneur Georgias und später US-Präsident Jimmy Carter führte den American Fighting Man’s Day ein und bat die Bürger Georgias, aus Solidarität mit Calley eine Woche mit eingeschalteten Lichtern zu fahren. Die Parlamente von Arkansas, Kansas, Texas, New Jersey und South Carolina forderten die Begnadigung Calleys. Alabamas Gouverneur George Wallace besuchte Calley. Das Weiße Haus erhielt 5.000 Telegramme mit einem Verhältnis von 100 zu 1 zugunsten einer Begnadigung. In einer Telefonumfrage sprachen sich 79 % für Calley und gegen das Urteil aus. 81 % hielten das Urteil für zu hart und 69 % waren der Meinung, Calley sei nur ein Sündenbock.
Andere hingegen unterstützten den Schuldspruch und waren empört, dass nur Calley verurteilt worden war. Die Winter Soldier Investigation in Detroit, organisiert von den Vietnam Veterans Against the War, protestierte Ende Januar 1971 gegen die für unzureichend gehaltene Strafverfolgung.

### Die Zeit danach
1971 veröffentlichte William Calley seine Biographie, die auf Deutsch unter dem Titel Ich war gern in Vietnam im Fischer Verlag erschien. Aus der Arbeit als Manager im Juweliergeschäft seines Schwiegervaters zog er sich 2005 zurück. Calley lebte bei seinem Sohn, nachdem er sich von seiner Ehefrau getrennt hatte. Er hatte außerdem eine Tochter. Im August 2009 entschuldigte sich Calley vor Mitgliedern des Kiwanis Club von Columbus in Georgia für seine Taten.
Ende Juli 2024 wurde bekannt, dass Calley am 28. April 2024 im Alter von 80 Jahren in Gainesville, Florida, verstorben ist.

## Publikationen
- mit John Sack: Lieutenant Calley. His Own Story. Viking Adult, 1971, ISBN 0-670-42821-3.
  - deutsch: Ich war gern in Vietnam. Aus dem Amerikan. von Gisela Beyer, Nachwort Klaus Horn. Fischer Taschenbuch Verlag, Frankfurt 1972.